# Kepler-22
Coordenadas:  19h 16m 52.2s, +47° 53′ 4.2″

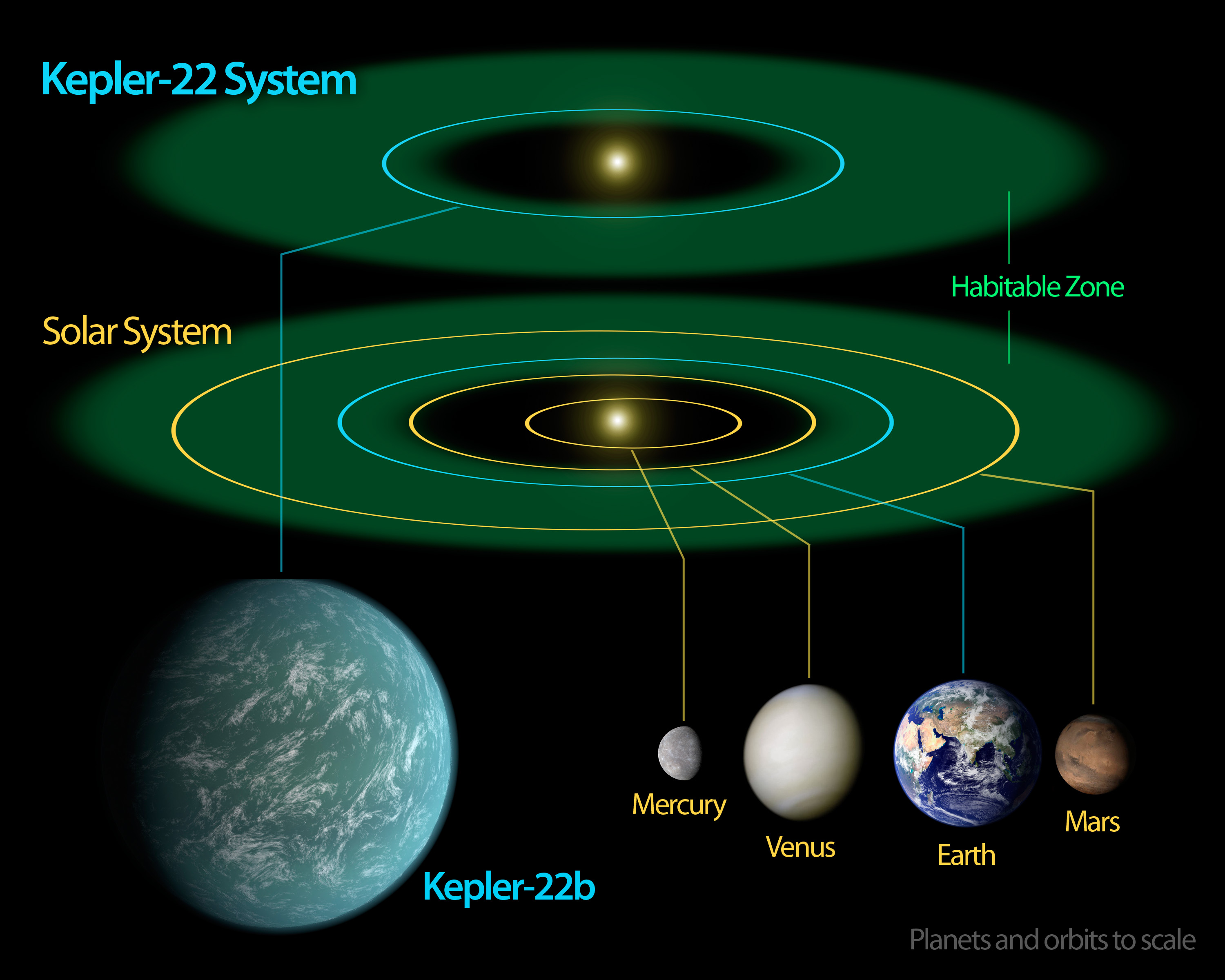
Diagrama de comparación del sistema de Kepler-22 con la región de los planetas interiores del sistema solar correspondiente a la Tierra. El tamaño considerado del planeta se representa en proporción con Mercurio, Venus, la Tierra y Marte.

Kepler-22 es una enana amarilla de la constelación septentrional del Cisne. 
A la estrella se le conoce un planeta (Kepler-22b), orbitando de forma inequívoca en su zona de habitabilidad.
A la posición de la estrella le corresponden estas coordenadas celestes: 
- Ascensión recta: 19h 16m 52.2s

- Declinación: +47° 53′ 4.2″ [4]

Con una magnitud visual aparente de 11.7, Kepler-22 es demasiado débil para ser distinguida a simple vista. Puede ser vista con un telescopio con una apertura de malla de al menos 4 pulgadas (10 cm).
La distancia estimada desde el Sol a Kepler-22 es de 620 años luz (190 parsecs).
Kepler-22 es ligeramente más pequeña y fría que el Sol, con una menor abundancia de elementos de mayor masa que el helio.
Tiene un tipo espectral G5, mientras que la clase de luminosidad sigue siendo indeterminada. Esta estrella tiene una irradiación equivalente al 79 % de la luminosidad del Sol a partir de su atmósfera exterior a una temperatura efectiva de 5518 K, y da el resplandor amarillo de tonos de una estrella de tipo G. Una velocidad proyectada de rotación de 0.6 km/s sugiere que tiene un período de un bajo número de revoluciones.

## Sistema planetario
El 5 de diciembre de 2011, científicos de la misión Kepler anunciaron que se había descubierto un posible planeta  parecido a la Tierra (Kepler-22b) orbitando en la zona habitable de la estrella; el descubrimiento fue hecho por la nave espacial Kepler de la NASA. Esto fue importante porque se trataba del  primer planeta extrasolar relativamente parecido a la Tierra (si bien tiene aproximadamente el doble de volumen) en la zona habitable de su estrella.
| Planeta | Masa      | Semieje mayor (UA) | Periodo orbital (días) | Excentricidad | Inclinación | Radio  |
| ------- | --------- | ------------------ | ---------------------- | ------------- | ----------- | ------ |
| b       | < 0.11 MJ | 0.849 ± 0.018      | 289.8623 +0.016 −0.02  | ?             | ?           | 2.4 R⊕ |